# Foetorepus paxtoni
Foetorepus paxtoni, tên thông thường là cá đàn lia Paxton, là một loài cá biển thuộc chi Foetorepus trong họ Cá đàn lia. Loài này được mô tả lần đầu tiên vào năm 2000. F. paxtoni ban đầu được xếp vào chi Synchiropus.

## Danh pháp khoa học
F. paxtoni được đặt theo tên của John Paxton, người đã thu thập các mẫu tiêu bản của loài cá này.

## Phân bố và môi trường sống
F. paxtoni có phạm vi phân bố ở Tây Nam Thái Bình Dương. Loài này chỉ được ghi nhận ở thềm lục địa ngoài khơi Port Hedland, bang Tây Úc và từ biển Arafura (ngoài khơi Lãnh thổ Bắc Úc). F. paxtoni sống trên đáy cát, được tìm thấy ở độ sâu khoảng từ 200 đến 460 m.

## Mô tả
Chiều dài tối đa được ghi nhận ở F. paxtoni là khoảng 13 cm. Chúng là loài dị hình giới tính. Cá đực có vây lưng thứ nhất cao hơn cá cái, và có màu sắc khác nhau ở cả hai vây lưng. Mẫu vật của các tiêu bản (đã ngâm trong rượu) có đầu và thân màu trắng nhạt. Mắt màu xám đen. Vây lưng thứ nhất và vây lưng thứ hai màu trắng nhạt; ở cá đực có viền đen ở rìa. Vây lưng thứ nhất của cá đực có một đốm đen ở màng vây thứ 3. Các vây còn lại không có màu.
Số gai ở vây lưng: 4; Số tia vây mềm ở vây lưng: 8; Số gai ở vây hậu môn: 0; Số tia vây mềm ở vây hậu môn: 7; Số tia vây mềm ở vây ngực: 19 - 22; Số gai ở vây bụng: 1; Số tia vây mềm ở vây bụng: 5.